# جون بوفورت (دوق سومرست الأول)
جون بوفورت، دوق سومرست الأول (بالإنجليزية: John Beaufort, 1st duke of Somerset)‏ رجلا نبيلا وقائدا عسكريا إنجليزيا وهو الأبن الثاني من أبناء جون بوفورت ايرل سومرست الأول والأب من السيدة مارغريت بوفورت (ام الملك هنري السابع) .
شارك في حملات عسكرية على فرنسا خلال حرب المئة عام برفقة ابن عمه الملك هنري الخامس وشقيق الملك الأصغر توماس لانكاستر .